# Mr. Church
Mr. Church è un film del 2016 diretto da Bruce Beresford e scritto da Susan McMartin.
Il cast della pellicola è composto da Eddie Murphy che ricopre il ruolo da protagonista insieme Britt Robertson, Xavier Samuel, Lucy Fry, Christian Madsen e Natascha McElhone. Il film, basato sulla storia breve The Cook Who Came To Live With Us, scritta da Susan McMartin, è incentrato sulla vita di un cuoco che diventa custode e figura paterna di tre generazioni. Il film è stato presentato il 22 aprile 2016 al Tribeca Film Festival ed è uscito nelle sale statunitensi il 16 settembre 2016.

## Trama
Una madre sul punto di morte assume il talentuoso cuoco Henry Joseph Church affinché si prenda cura della sua giovanissima figlia. Quello che dovrebbe essere un lavoro di pochi mesi finirà per il  trasformarsi in un'amicizia lunga 15 anni che cambierà le esistenze di tutti.